# 国鉄タキ44000形貨車
国鉄タキ44000形貨車（こくてつタキ44000がたかしゃ）は、1967年（昭和42年）から製作された石油類専用の貨車（タンク車）である。かつて日本オイルターミナルおよび日本石油輸送が所有した私有貨車で、当初は日本国有鉄道（国鉄）に、1987年（昭和62年）の国鉄分割民営化以降は日本貨物鉄道（JR貨物）に車籍編入された。

## 概要
鉄道貨物も、1965年（昭和40年）ごろから「物資別適合輸送」の運用形態が増加してきた。これは石灰石・セメント・石油製品などのバラ積み輸送（バルク輸送）品目について、新設した各品目専用の物資別ターミナルに輸送拠点を集約し、専用の貨車で組成された直行列車を拠点間に運行して一括大量輸送を行う輸送体系である。
ガソリンなどの石油製品においては、国鉄と各石油会社との共同出資で日本オイルターミナル株式会社が1966年（昭和41年）に設立され、西上田駅や倉賀野駅を皮切りに、各地に拠点が新設された。この各拠点への専用列車に充当する目的で開発された新形式がタキ44000形（石油類専用）である。
1974年（昭和49年）のタンク車構造基準改訂でフレームレス構造車の新規製作が禁止されたことを受け製作が中断されるが、その間は安全性を向上させたタキ40000形40 t積タンク車やタキ38000形36 t積タンク車を投入したものの積載効率は本系列に劣るものであった。しかしながら、積載効率の高さから重用されていた本系列は荷主の要望を酌み、設計変更のうえ1982年（昭和57年）に製作を再開し、種々の設計変更を経ながら1993年（平成5年）までに2形式合計で989両が製作されている。以後の製作は45 t積・95 km/h走行を可能としたタキ1000形に移行した。

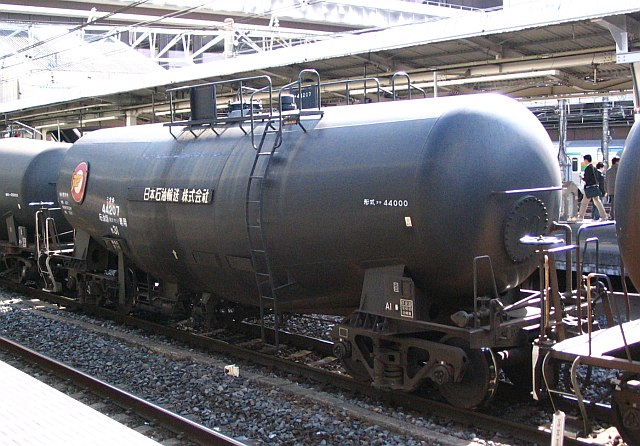
タキ44000形､^{コ}タキ44207。黒色塗装の日本石油輸送所有車（大宮駅、2005年3月）

43 t積の石油類（除ガソリン）専用タンク車である。1967年から1982年までに170両が日本車輌製造にて製作された。積荷の比重が大きいため、タキ43000形と比べ全長は約2 m短く、車端部のタンク鏡板には点検用ハッチと、荷役のための加熱管を装備する。
保安対策車以外の記号番号表記は特殊標記符号「コ」（全長 12 m 以下）を前置し「コタキ」と標記する。

## 構造
車体構造は輸送効率向上を重視し、軽量化のため側梁を省略した台枠をタンク体と一体化したフレームレス構造を採用した。タンク体は中央部の直径を車両限界いっぱいまで拡大し、両端部を斜円錐形状とした異径胴として容積を極限まで拡大し、43 tの荷重を実現した。これは当時の2軸ボギータンク車では最大である。積荷の比重が異なることから、タキ43000形とタキ44000形とではタンク体中央部の長さが異なる。昇降ハシゴは車体中央部を避け、タンク直径の小さい側方に設置される。石油類専用のタキ44000形はタンク鏡板に点検用のハッチと、積荷取り下ろしに用いる加熱管を設置する。
台車は当初、ベッテンドルフ式で平軸受のTR210形を用いた。これは貨車用標準台車TR41形を基本に、車軸を重荷重対応の14 t軸に、枕バネをコイルバネとした台車であるが、積車時の走行抵抗が大きく長編成での運用に支障をきたすため、100番台からは軸箱装置を密封コロ軸受としたTR214形に改良された。軸重は15 t（総重量60 t）で、運用線区は限定される。最高速度75 km/hである。
当初は日本オイルターミナル1社のみの所有で、外部塗色は限定運用を表す青15号（濃青色）とされた。

## 番台区分
0番台（コタキ44000 - コタキ44023）
1967年に24両が製作された。平軸受・鋳鉄制輪子付のTR210形台車を装備する。
100番台（コタキ44100 - コタキ44223）
1968年から1974年にかけて124両が製作された。台車をコロ軸受・レジン制輪子のTR214A形に変更した。
寒地仕様車（コタキ44500 - コタキ44506）
1968年に7両が製作された。北海道で運用するため、台車をコロ軸受・鋳鉄制輪子のTR214形とした区分。後の耐雪型レジン制輪子実用化により、以後の製作を100番台に統一したことはタキ43000形と同じである。
保安対策車（タキ44507 - タキ44521）
1982年に15両が製作された。タキ43000形の600番台に相当する区分で、タンク体は直径を50 mm拡大、扁平形状の鏡板に変更してタンク長を217 mm短くしている。その反面全長は12,180 mmと長くなり記号番号表記から「コ」が外された。北海道向け500番台の続番で付番されているが、仕様は全く異なる。

## 現況
2000年代までほぼ全車が健在だったが、製造から40年経過して老朽化が顕著になったことから、2008年（平成20年）4月より順次廃車が進められ、東港駅や半田埠頭駅などで解体された
。2024年6月9日に同形式最後の車両であったコタキ44156が稲沢駅へ廃車回送されたため、これをもってタキ44000形は形式消滅した。